# Totowa
Totowa är en kommun (borough) i Passaic County i New Jersey. Vid 2020 års folkräkning hade Totowa 11 065 invånare.